# André Postel-Vinay
André Postel-Vinay (* 4. Juni 1911 in Paris; † 11. Februar 2007 ebenda) war ein französischer Widerstandskämpfer, Compagnon de la Libération, hoher Beamter und Politiker.

## Leben

### Herkunft und Ausbildung
André Postel-Vinay wuchs als Sohn und Enkel von zwei Polytechnikern auf, interessierte sich aber selbst mehr für die öffentliche Verwaltung und Gesellschaftswissenschaften und schrieb sich daher an der Rechtswissenschaftlichen Fakultät der Universität von Paris ein, wo er eine Licence in Rechtswissenschaften erwarb. Von 1932 bis 1933 leistete er seinen Militärdienst bei der Artillerie in Poitiers ab und wurde im Rang eines Leutnants der Reserve entlassen. 1938 erwarb er ein Diplom an der École libre des sciences politiques, wo er auch am Auswahlverfahren der Inspection générale des finances teilnahm und ausgewählt wurde.

### Im Zweiten Weltkrieg
Postel-Vinay wurde 1939 mobilisiert, kam als Leutnant zum 70. Festungs-Artillerieregiment und wurde am 17. Juni 1940 gefangen genommen, als er auf Kontaktmission bei einer Infanterieeinheit war. Am 24. Juni 1940 konnte er fliehen.
Während der Besatzungszeit wurde er Dozent (maître de conférence) für Methodik an der École libre des sciences politiques. Dort wurde er von einem seiner Studenten, Pierre d’Harcourt, für die Résistance angeworben, der er ab November 1940 angehörte und für die er eine Organisationsfunktion in der Region Paris übernahm.
Vermittelt wiederum durch Pierre d’Harcourt stellte sich Postel-Vinay dem von Colonel Louis Rivet geleiteten französischen Armeegeheimdienst zur Verfügung, der Informationen an die Briten übermittelte. Pierre d’Harcourt brachte Postel-Vinay schließlich auch mit dem Réseau Pat O’Leary in Kontakt, das sich darum bemühte, nach dem Rückzug in Frankreich verbliebene britische Soldaten und abgestürzte alliierte Flieger nach Großbritannien zurückzubringen. Postel-Vinay stand außerdem in Kontakt mit weiteren Résistance-Gruppen, darunter dem Groupe de Compiègne und der Gruppe des Musée de l’Homme.
Drei Tage nach seiner Verhaftung durch die Gestapo am 14. Dezember 1941 versuchte Postel-Vinay, sich das Leben zu nehmen, und wurde daraufhin ohne Betäubung operiert. Anschließend wurde er in das Gefängnis La Santé verbracht und von dort im August 1940 für eine psychiatrische Untersuchung in die geschlossene Anstalt Sainte-Anne transferiert, von wo ihm am 3. September 1942 die Flucht gelang.
Ende Oktober 1942 gelangte André Postel-Vinay nach London, trat unter dem Namen André Duval in die Forces françaises libres ein, wurde in das Zivilkabinett Charles de Gaulles aufgenommen und zugleich zum stellvertretenden Generaldirektor der Caisse centrale de la France libre ernannt.
Ende 1943 wurde Postel-Vinay zum Mitglied der provisorischen beratenden Versammlung in Algier ernannt, im Februar 1944 zum Generaldirektor der Caisse centrale de la France d’outre-mer und zum Mitglied des Conseil de l'Ordre de la Libération.

### Nach dem Weltkrieg
Am 6. Juni 1946 heiratete Postel-Vinay Anise Girard, ebenfalls eine Widerstandskämpferin, die in das KZ Ravensbrück deportiert worden war. Das Paar bekam vier Kinder, darunter Olivier Postel-Vinay und Claire Andrieu.
André Postel-Vinay wurde Generaldirektor der Caisse centrale de coopération économique, die zur Agence française de développement geworden war, sowie des Institut d’émission des départements d’outre-mer. Er behielt diese Funktion bis 1972.
1973 wurde Postel-Vinay Vorsitzender der Commission des opérations de bourse (COB), der französischen Finanz- und Bankenaufsicht.
Am 28. Mai 1974 wurde er zum Staatssekretär im Arbeitsministerium ernannt und war im ersten Kabinett Chirac für immigrierte Arbeitskräfte zuständig. Da er mit der Politik des Premierministers in seinem Aufgabenbereich nicht einverstanden, demissionierte er bereits am 22. Juli 1974, beklagte das Fehlen einer Sozialpolitik zugunsten der Immigrierten sowie den im Juli 1974 dekretierten Zuwanderungsstopp.
Postel-Vinay kehrte 1974 in die Leitung der Finanzinspektion als Generalinspekteur zurück und blieb dies bis zu seiner Pensionierung 1976.

## Auszeichnungen und Ehrungen
- Commandeur der Ehrenlegion
- Compagnon de la Libération durch das Dekret vom 21. Oktober 1943[1]
- Großkreuz des Ordre national du Mérite durch das Dekret vom 31. Dezember 1981
- Croix de guerre 1939–1945
- Commandeur des Ordre national de Côte d’Ivoire
- Commandeur des Ordre national du Lion des Senegal
- Commandeur des Ordre national de Madagascar

## Publikationen
- Un fou s’évade, éditions du Félin, 1997 (2e éd. en 2009, Un fou s’évade : souvenirs de 1941–1942)